# 比斯蒂荒野

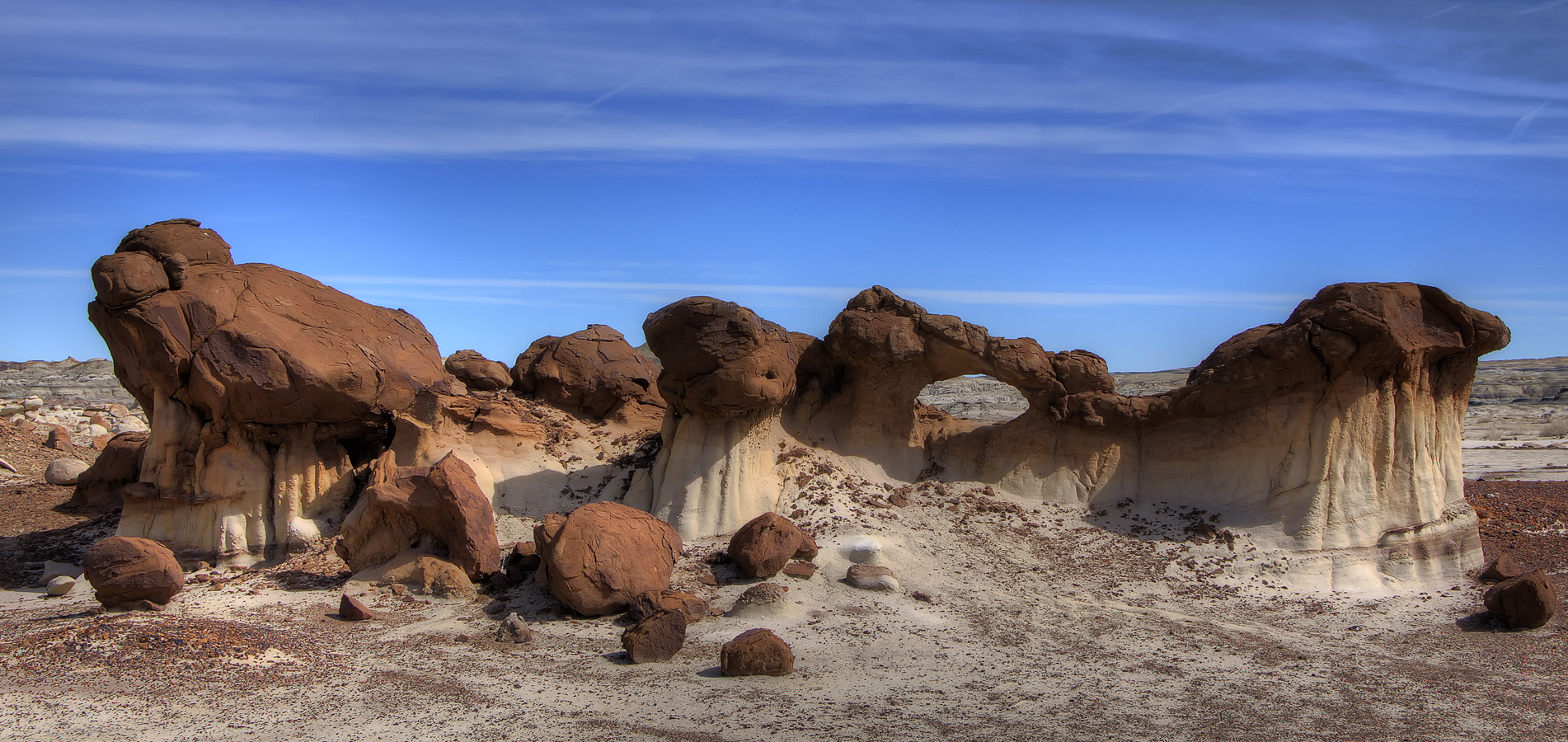
比斯蒂荒地

比斯蒂荒野（Bisti/De-Na-Zin Wilderness）是位于美国新墨西哥州圣胡安县的一個政府指定的荒野地区，面積達45,000-英畝（18,000-公頃）。該荒野地區成立于1984年，由美國內政部土地管理局負責管理，它是一片被严重侵蚀的荒地，其境內居住地只有三块纳瓦霍私人土地。 2019年3月12日，比斯蒂荒野面積扩大了约 2,250英亩。比斯蒂荒野境內曾發現有鹤的岩刻。